# AIDC AT-3
AIDC AT-3 "Tzu Chung" (tradicionalno kitajsko: 自強; poenostavljeno kitajsko: 自强; pinjin: Zìqiáng) ("Self Reliance") je dvomotorni reaktivni trenažer/lahki jurišnik, ki ga je v 1980ih razvil tajvanski Aerospace Industrial Development Corporation (AIDC) s pomočjo ameriškega Northropa. Zgradili so 63 letal, edini uporabnik so Tajvanske letalske sile (ROCAF).
AT-3 ima nizkonameščeno krilo, tricikel pristajalno podvozje in dva tandem sedeža. Poganjata ga dva turboventilatorska motorja Garrett AiResearch TFE731-2 brez dodatnega zgorevanja.

## Specifikacije
Podatki iz Attack and Interceptor Jets
Splošne karakteristike
- Posadka: 2
- Dolžina: 12,9m (42ft 4in)
- Razpon kril: 10,46 m (34ft 3,75 in)
- Višina: 4,36 m (14ft 3,75 in)
- Površina kril: 21,93 m^2 (236,05 ft^2)
- Teža praznega letala: 3855kg (8500 lb)
- Maks. vzletna teža: 7940kg (17505 lb)
- Pogon letala: 2 × Garrett AiResearch TFE731-2 turbofan, 15,6 kN (3500 lbf) vsak

 Zmogljivost 
- Maks. hitrost: 904 km/h (na višini 11000m) (562 mph (na višini 36090 ft))
- Doseg: 2280 km (nmi, 1417 milj)
- Višina leta: 14650 m (48065 ft)

Oborožitev

Sedem nosilcev za do 2720kg tovora:
- Strojnice: 2x .50 (12,7 mm) strojnici, možnost 20 mm topa
- Bombe: Prostopadajoče ali kasetne bombe
- Nevodljive rakete: Izstreljevalci 2,75 ali 5 inčnih nevodljivih raket
- Rakete: rakete zrak-zrak: Sky Sword I ali AIM-9 Sidewinder, protiladijska raketa: HF-2